# Oroszkomoróc
Oroszkomoróc (ukránul: Руські Комарівці [Ruszki Komarivci]) település Ukrajnában, Kárpátalján, az Ungvári járásban.

## Fekvése
Ungvártól délkeletre, Szerednyétől 5 km-re délnyugatra fekvő település.

## Története
A falu a 16. század elején települt. Első írásos említése 1543-ból származik „Komorocz” néven. Az Orosz- előtagot lakóinak nemzetisége után kapta, a közeli Palágykomoróctól való megkülönböztetésül.
A 18. század végén Vályi András így ír róla: „KOMORÓCZ. Orosz Komorócs, Sobráncz, Komorócz. Polanyi Komorócz. Három elegyes faluk Ungvár Várm. földes Uraik külömbféle Urak, lakosai katolikusok, és másfélék, fekszenek Ungvárhoz mintegy más fél mértföldnyire, földgyeik jók, vagyonnyaik külömbfélék.”
Fényes Elek 1851-ben kiadott geográfiai szótárában így ír a faluról: „Orosz-Komarócz, Ungh v. orosz falu, Szerednyéhez nyugotra 3/4 mfldnyire: 18 romai, 503 g. kath. lak. Gör. kath. parochia. Nagy erdő. F. u. többen.”
Nevét az 1904-es helységnévrendezés során „Oroszkomoró”-ra változtatták. A trianoni béke előtt Ung vármegye Szerednyei járásához tartozott. Ekkor Csehszlovákiához csatolták. 1938–44 között visszakerült Magyarországhoz. 1939-ben visszakapta történelmi nevét.
1945-ben Szovjetunióhoz csatolták a települést. 1991 óta Ukrajnához tartozik.

## Népesség
- 1910-ben 903 lakosából 82 magyar, 62 német és 759 ruszin anyanyelvű volt; vallását tekintve pedig 31 római katolikus, 764 görögkatolikus, 12 református és 96 izraelita.[6]
- A ruszin lakosságú településnek 1940-ben 1110 lakosa volt, melyből 50 római katolikus, 934 görögkatolikus, 28 református és 98 izraelita volt.

| Lakosok száma | 903  | 1110 | 1573 |
|               | 1910 | 1940 | 2001 |

A népesség anyanyelv szerinti megoszlása a teljes népesség %-ában (2001)

## Nevezetességek
- Görögkatolikus temploma 1771-ben már állt. Anyakönyvet 1809-től vezetnek.